# Zemunik Donji
Zemunik Donji es un municipio de Croacia en el condado de Zadar.

## Geografía
Se encuentra a una altitud de 88 m s. n. m. a 287 km de la capital nacional, Zagreb.

## Demografía
En el censo 2011 el total de población del municipio fue de 2 060 habitantes, distribuidos en las siguientes localidades:
- Smoković - 110
- Zemunik Donji - 1 540
- Zemunik Gornji - 410

| Gráfica de población de Zemunik Donji 1857-2011                     |
|                                                                     |
| Según los censos de población de la oficina estadística de Croacia. |